# Ньянколе (народ)
Ньянко́ле — (баньянколе, баньянкоре) — народ группы банту в Уганде (на вост. побережье оз. Эдуард).

## Численность
1.3 миллиона человек.

## Язык
Говорят на языке руньянкоре.

## Письменность
(с кон. 19 века) На основе латинского алфавита.

## Религия
Ньянколе придерживаются традиционных верований; есть христиане (католики и протестанты). Распространен культ предков. Мифический персонаж Вамара Архивная копия от 27 декабря 2014 на Wayback Machine.

## Образование
Ньянколе сложились в результате смешения банту и нилотов; на стыке земледельческих и скотоводческих культур в 16 веке возникло раннегосударственное образование(Нкоре) во главе с верховным правителем(омугабе).

## Этническое расслоение
Распадаются на 2 группы: хима(скотоводы) и иру(земледельцы).

## Исторические сведения
В 1901 году под британским колониальным протекторатом образован дистрикт Анколе состатусом «королевства». Традиционное занятие — отгонное скотоводство(зебу, козы овцы) ручное земледелие(просо, батат, бананы, табак, кофе, чай).

## Ремесла
Из ремесел развиты: плетение домашней утвари и циновок, кузнечное и гончарное. Н.-искусные охотники и воины.

## Образ жизни
Поселения типа крааль. Жилище малой семьи шлемовидной формы, на каркасе, с плетеной крышей из связок травы. Традиционная одежда из шкур и кожи с многочисленными украшениями, носится на одном плече. Основа пищи — растительные и молочные продукты. Имеют богатый фольклор, в том числе героические песни.

## Брак
Брак патрилокальный Архивная копия от 27 декабря 2014 на Wayback Machine. Нормативная моногамия отсутствовала (появляется у христианизированной части населения). Распространена полигиния.